# Qazim Mulleti
Qazim Mulleti (ur. 20 grudnia 1893 w Tiranie, zm. 28 sierpnia 1956 w Rocca di Papa) – albański polityk i działacz narodowy, burmistrz Tirany w latach 1939-1940, prefekt okręgu Tirana w latach 1942-1944.

## Życiorys
Pochodził z zamożnej rodziny mieszkającej w Tiranie, był synem Reshita i Naile z d. Këlliçi. Kształcił się w Monastirze, a następnie w gimnazjum Zosimea w Janinie i w liceum Galatasaray w Stambule. W 1912 powrócił do Albanii i zaangażował się w tworzenie niepodległego państwa. Był jednym z adiutantów księcia Wilhelma von Wieda, z którym razem opuścił Albanię w roku 1914. W latach 1914–1920 mieszkał w Wiedniu, gdzie uczył się w szkole wojskowej.
W roku 1920 powrócił do Albanii i wziął czynny udział w przygotowaniu kongresu w Lushnji, który miał potwierdzić niepodległość państwa albańskiego. Po przeniesieniu stolicy do Tirany swój dom oddał na potrzeby ministerstwa rolnictwa. We wrześniu 1920 stanął na czele oddziałów ochotniczych, które walczyły z Serbami w północno-zachodniej Albanii.
Był deputowanym do parlamentu, w którym bronił idei stołeczności Tirany. W 1924 należał do grona zwolenników Fana Noliego. Po zamachu stanu w czerwcu 1924 objął stanowisko prefekta okręgu Dibry, a w grudniu 1924, kiedy upadł rząd Noliego wyemigrował z kraju. Osiedlił się początkowo w Zadarze, a następnie w Wiedniu, gdzie działał w organizacji Związek Narodowy (Bashkimi Kombëtar), występującej przeciwko rządom Ahmeda Zogu w Albanii. W 1931 został aresztowany przez policję wiedeńską i oskarżony o współudział w zamachu na króla Albanii Zoga I. Po uwolnieniu przeniósł się do Paryża, gdzie nadal działał w organizacjach politycznych diaspory albańskiej. 15 maja 1933 Sąd Wojskowy w Tiranie skazał go zaocznie na karę śmierci.
Powrócił do Albanii w kwietniu 1939, po inwazji włoskiej na ten kraj. W 1939 objął stanowisko burmistrza Tirany, z nominacji włoskiej, a w 1942 prefekta Okręgu Tirana. Prowadził umiarkowaną politykę, starając się chronić społeczność żydowską w Tiranie, a nawet pomagając miejscowym komunistom.
5 sierpnia 1942 albański student Pekmezi dokonał nieudanego zamachu bombowego na Mulletiego, zabijając dwóch towarzyszących mu oficerów włoskich. Po przejęciu władzy przez komunistów 9 września 1944 Mulleti opuścił Albanię i osiedlił się we Włoszech, gdzie zmarł w roku 1956. Pochowany na cmentarzu komunalnym San Sebastiano Martire w Rocca di Papa.
Był żonaty (w 1929 poślubił Hajrije Kusi), miał syna Reshita (ur. 1930). Po ucieczce Mulletiego jego rodzina była prześladowana, żona Hajrije zmarła w grudniu 1980 w obozie pracy w Savërze, w 1992 jego syn opuścił obóz w Savërze i powrócił do Tirany.

## Postać Qazima Mulletiego w kulturze
W 1948 odbyła się premiera sztuki teatralnej Prefekti, napisanej przez Besima Levonję. Sztuka przedstawiała postać Mulletiego jako symbolu kolaboracji z okupantem, była jedną z najczęściej grywanych komedii w teatrach albańskich, w okresie komunizmu. W 1976 Vera Grabocka zrealizowała film telewizyjny na podstawie sztuki teatralnej.